# Jo de Roo
Johan ou Johannès ou Jo de Roo est un ancien coureur cycliste néerlandais né le 5 juillet 1937 à Schore.

## Biographie
Il a été professionnel de 1958 à 1968
Il totalise 52 victoires dont les plus remarquables sont des classiques : Bordeaux-Paris en 1962, Paris-Tours à deux reprises en 1962 et 1963, Le Tour de Lombardie en 1962 et 1963 aussi, le Tour des Flandres en 1965. Il a gagné aussi 3 étapes du Tour de France. 
En gagnant Paris-Tours en 1962 à 44,903 km/h de moyenne, il devient détenteur du Ruban jaune du coureur le plus rapide de tous les temps sur une course de plus de 200 km. Il conserve ce record pendant deux ans.
Il sera par deux fois champion des Pays-Bas sur route en 1964 et en 1965 et trois fois champion des Pays-Bas des clubs en 1957 en catégorie amateur, en 1958 et en 1962.

## Palmarès et résultats

### Palmarès par année
- 1955
  - 2e du Ronde van Oud-Vossemeer
- 1957
  -  Champion des Pays-Bas des clubs amateurs
  -  Champion de Zélande sur route
  - 1re et 2e étapes du Tour de Flandre-Occidentale
  - 2e étape de l'Olympia's Tour
  - Circuit de Campine
  - 2e de Gand-Wevelgem amateurs
  - 2e du Tour d'Overijssel
  - 2e du championnat des Pays-Bas sur route amateurs
  - 3e du Tour de Flandre-Occidentale
- 1958
  -  Champion des Pays-Bas des clubs
  - 6e étape du Tour des Pays-Bas
  - 2e du Circuit Het Volk indépendants
- 1959
  - Tour des Flandres B
- 1960
  - Tour de Sardaigne :
    - Classement général
    - 1re étape

  - Grand Prix de Grasse
  - 3e étape du Tour de Champagne
  - 4ea étape du Tour des Pays-Bas
  - 8e de Milan-San Remo
- 1961
  -  Champion des Pays-Bas des clubs
  - Grand Prix de Monaco
  - Manx Trophy
  - 5e du championnat du monde sur route
  - 6e de Gênes-Nice
  - 6e de Bordeaux-Paris
  - 8e de Paris-Bruxelles
  - 10e de Paris-Tours
- 1962
  -  Champion des Pays-Bas des clubs
  - Super Prestige Pernod
  - 2e étape du Tour du Sud-Est
  - 2eb étape du Grand Prix du Midi libre
  - 1re étape du Tour de l'Aude
  - Bordeaux-Paris
  - Paris-Tours
  - Tour de Lombardie
  - 2e du championnat des Pays-Bas sur route
- 1963
  - Paris-Tours
  - Tour de Lombardie
  - 2e du Tour de Luxembourg
  - 3e du Grand Prix du Parisien
  - 4e de Liège-Bastogne-Liège
  - 4e du Super Prestige Pernod
  - 5e de Paris-Bruxelles
  - 7e de Bordeaux-Paris
  - 10e du Tour des Flandres
- 1964
  -  Champion des Pays-Bas sur route
  - 4eb étape du Grand Prix du Midi libre
  - Grand Prix du Parisien (contre-la-montre par équipes)
  - 12e étape du Tour de France
  - 3e du Tour des Flandres
  - 3e du Grand Prix de Fourmies
  - 4e de Bordeaux-Paris
  - 6e de Paris-Tours
  - 8e de Paris-Bruxelles
  - 9e du Tour de Lombardie
- 1965
  -  Champion des Pays-Bas sur route
  - Tour des Flandres
  - 5e étape du Tour des Pays-Bas
  - 8e étape du Tour de France
  - 3e du championnat des Pays-Bas des clubs
- 1966
  - Circuit Het Volk
  - 6e étape du Tour d'Espagne
  - 14ea étape du Tour de France
  - Grand Prix de la ville de Zottegem
  - 2e de la Flèche enghiennoise
  - 6e de Paris-Bruxelles
  - 8e du championnat du monde sur route
- 1967
  - Puivelde Koerse
  - 2e de la Flèche côtière
  - 2e du championnat des Pays-Bas sur route
  - 3e du Stadsprijs Geraardsbergen
  - 3e du Trophée Baracchi (avec Peter Post)
- 1968
  - 7e du Tour des Flandres
  - 9e du Tour de Lombardie

### Résultats sur les grands tours

#### Tour de France
5 participations
- 1960 : abandon (14e étape)
- 1964 : 43e, vainqueur de la 12e étape
- 1965 : 55e, vainqueur de la 8e étape
- 1966 : abandon (17e étape), vainqueur de la 14ea étape
- 1967 : 76e

#### Tour d'Espagne
1 participation
- 1966 : abandon (18e étape), vainqueur de la 6e étape

#### Tour d'Italie
2 participations
- 1960 : abandon (4e étape)
- 1967 : abandon

## Palmarès sur piste

### Six jours
- Six jours d'Anvers : 1959 (avec Jan Palmans)

## Distinctions et récompenses
- Trophée Edmond Gentil (récompensant l'exploit de l'année) : 1962
- Cycliste néerlandais de l'année : 1962